# إرنست إي. روجرز
إرنست إي. روجرز (بالإنجليزية: Ernest E. Rogers) هو سياسي أمريكي، ولد في 6 ديسمبر 1866، وتوفي في 28 يناير 1945 بسبب نوبة قلبية. حزبياً، نشط في الحزب الجمهوري. وقد انتخب أمين صندوق الدولة ‏.